# بادي كروفت
بادي كروفت (بالإنجليزية: Paddy Croft)‏ هي ممثلة أمريكية، ولدت في 1 أبريل 1938 في وورثينغ ‏ في المملكة المتحدة، وتوفيت في 27 يوليو 2015.

## وصلات خارجية
- بادي كروفت على موقع IMDb (الإنجليزية)
- بادي كروفت على موقع قاعدة بيانات برودواي على الإنترنت (الإنجليزية)
- بادي كروفت على موقع قاعدة بيانات برودواي على الإنترنت (الإنجليزية)
- بادي كروفت على موقع قاعدة بيانات الفيلم (الإنجليزية)